# Thueyts
Thueyts é uma comuna francesa na região administrativa de Auvérnia-Ródano-Alpes, no departamento de Ardèche. Estende-se por uma área de 21,78 km². Em 2010 a comuna tinha 1 234 habitantes (densidade: 56,7 hab./km²).